# Umm Rish
Umm Rish (tiếng Ả Rập: أم الريش) là một ngôi làng Syria nằm ở Jisr al-Shughur Nahiyah ở huyện Jisr al-Shughur, Idlib. Theo Cục Thống kê Trung ương Syria (CBS), Umm Rish có dân số 2425 trong cuộc điều tra dân số năm 2004.